# Asdrúbal (general de Aníbal)
Asdrúbal fue un general de alto rango del ejército de Aníbal. La primera misión en la que aparece fue el de transportar armas sobre el río Po y luego en preparar la estratagema con la que Aníbal eludió la vigilancia de Quinto Fabio Máximo y salió de Campania por los pasos de los Apeninos. En esta época dirigió todos los asuntos militares (ὁ ἐπὶ λειτουρλιῶν τεταλμένος), luego aparece con el mando del campo cartaginés en Geronium y al enfrentamiento con Minucio, en la batalla de Cannas dirigió el ala izquierda (216 a. C.). Después de esta batalla no vuelve a aparecer.